# علامة الثلاثة
"علامة الثلاثة" (بالإنجليزية: The Sign of Three)‏ هي الحلقة الثانية من الموسم الثالث لمسلسل بي بي سي التلفزيوني شرلوك. كتبه ستيفن طومسون ومارك جاتس وستيفن موفات وبطولة بنديكت كومبرباتش في دور شيرلوك هولمز، ومارتن فريمان في دور الدكتور جون واتسون. عنوان الحلقة مستوحى من علامة الأربعة للسير آرثر كونان دويل. عُيِّنت الحلقة بعد ستة أشهر من ابتداء تصوير "الأكفان الفارغة" ويتركز بشكل أساسي في يوم زفاف واتسون على ماري مورستان. حصدت نسبة مشاهدة 11.37 مليون، وتلقت تقييمات ومراجعات معظمها إيجابية.

## الإخراج

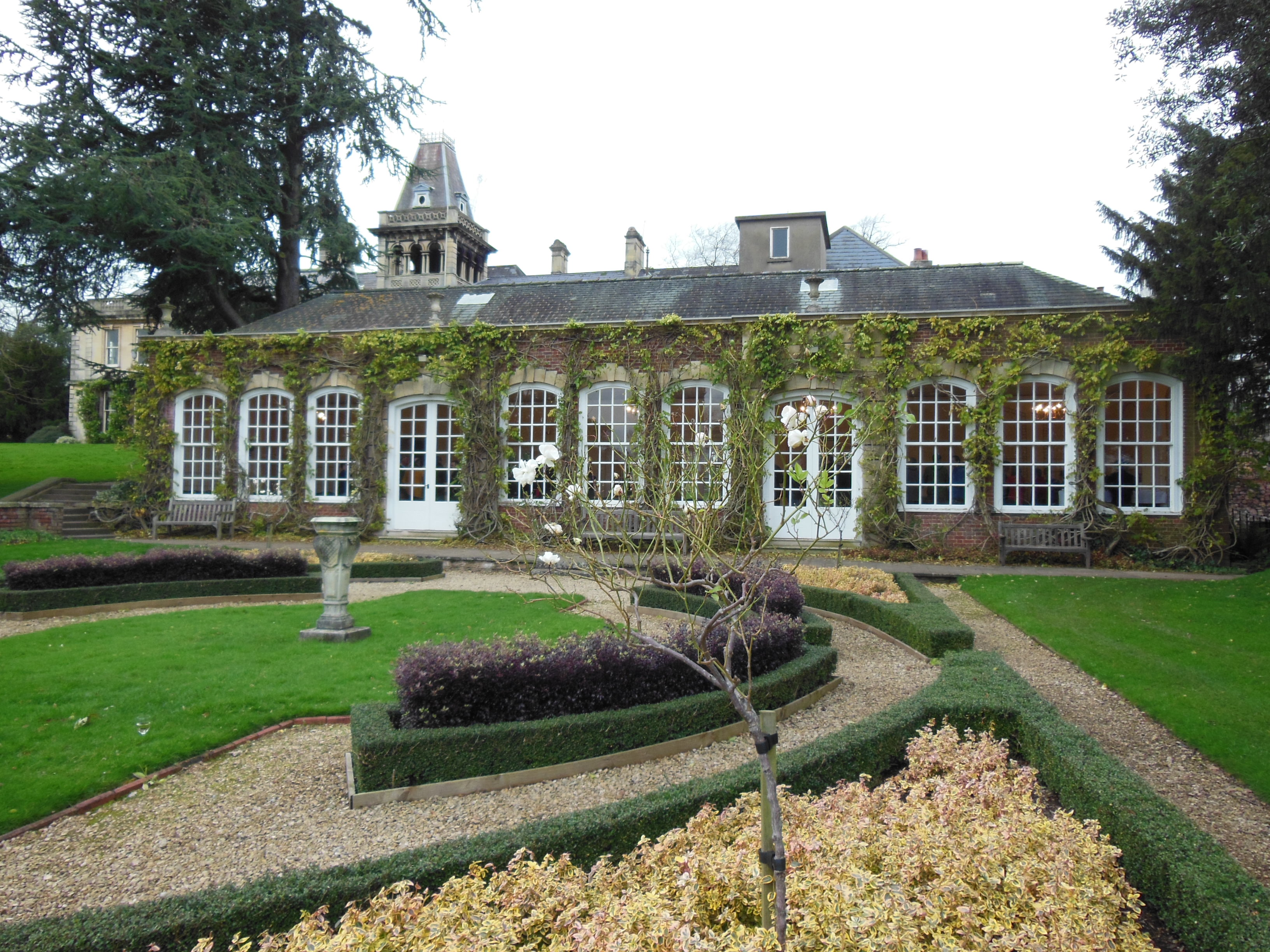
ذا أورانجيري (مشتل البرتقال) في غولدني هول، مشهد لحفل زفاف ماري وجون.

أخرج الحلقة كولم مكارثي، الذي عمل سابقًا مع موفات في حلقة دكتور هو، "أجراس سانت جون". ذكرت راديو تايمز أن مكارثي عُيِّن "بعد رحيل المخرج بول ماكجيجان، الذي يُنسب إليه الفضل في وضع النموذج المرئي المميز للبرنامج". وفقًا لبعض المصادر، مثل راديو تايمز، "علامة الثلاثة" كتبها ستيف طومسون، الذي سبق له أن ألف حلقات شيرلوك "المصرفي الأعمى" و "شلال رايتشنباخ". ومع ذلك، في خروج عن الأسلوب المعتاد للعرض، تلقى جميع الكتاب الثلاثة اعتمادًا "مكتوبًا بواسطة" حيث كتبت في العناوين الافتتاحية لهذه الحلقة. قال ستيفن موفات لأسئلة وأجوبة بي بي سي (بالإنجليزية: BBC Q&A)‏ أنه كتب الكثير من خطابات أفضل رجل لشرلوك.

### التصوير
صُوِّرت مشاهد حفل الزفاف في أورانجيري (مشتل البرتقال) في قاعة قولدني، بريستول. تشمل المشاهد الأخرى التي صُوِّرت في أنحاء بريستول "خطوات المحكمة" في المشاهد الافتتاحية هي غرف فيكتوريا، حدثت عملية السطو على البنك في مبنى بنك إنجلترا السابق بجوار كاسل بارك وصوِّرت مشاهد زفاف جون وماري في كنيسة القديسة ماري في حديقة سنيد.

## البث والاستقبال
بُثَّت الحلقة لأول مرة في 5 يناير 2014، على بي بي سي الأولى و بي بي سي الأولى إتش دي في الساعة 8:30 مساءً. استقطب 8.8 مليون مشاهد، بنسبة 31.9٪، متراجعة من 9.2 مليون (33.8٪) لحلقة الأكفان الفارغة.
تلقت الحلقة إشادة من النقاد. وعلقت نيلا ديبناث من صحيفة ذي إندبندنت قائلة: "على الرغم من أنها ليست أقوى قصة في ملحمة شيرلوك، إلا أن الكتابة حادة وحديثة، حيث خُفِّف عنصر قصر العقل ببعض الشقوق والكوميديا. كان هناك الكثير مما يترك المشاهدين يضحكون، ويرجع ذلك أساسًا إلى لامبالاة شيرلوك العامة تجاه البشرية ".